# Alicja Kędzierska-Cieślak

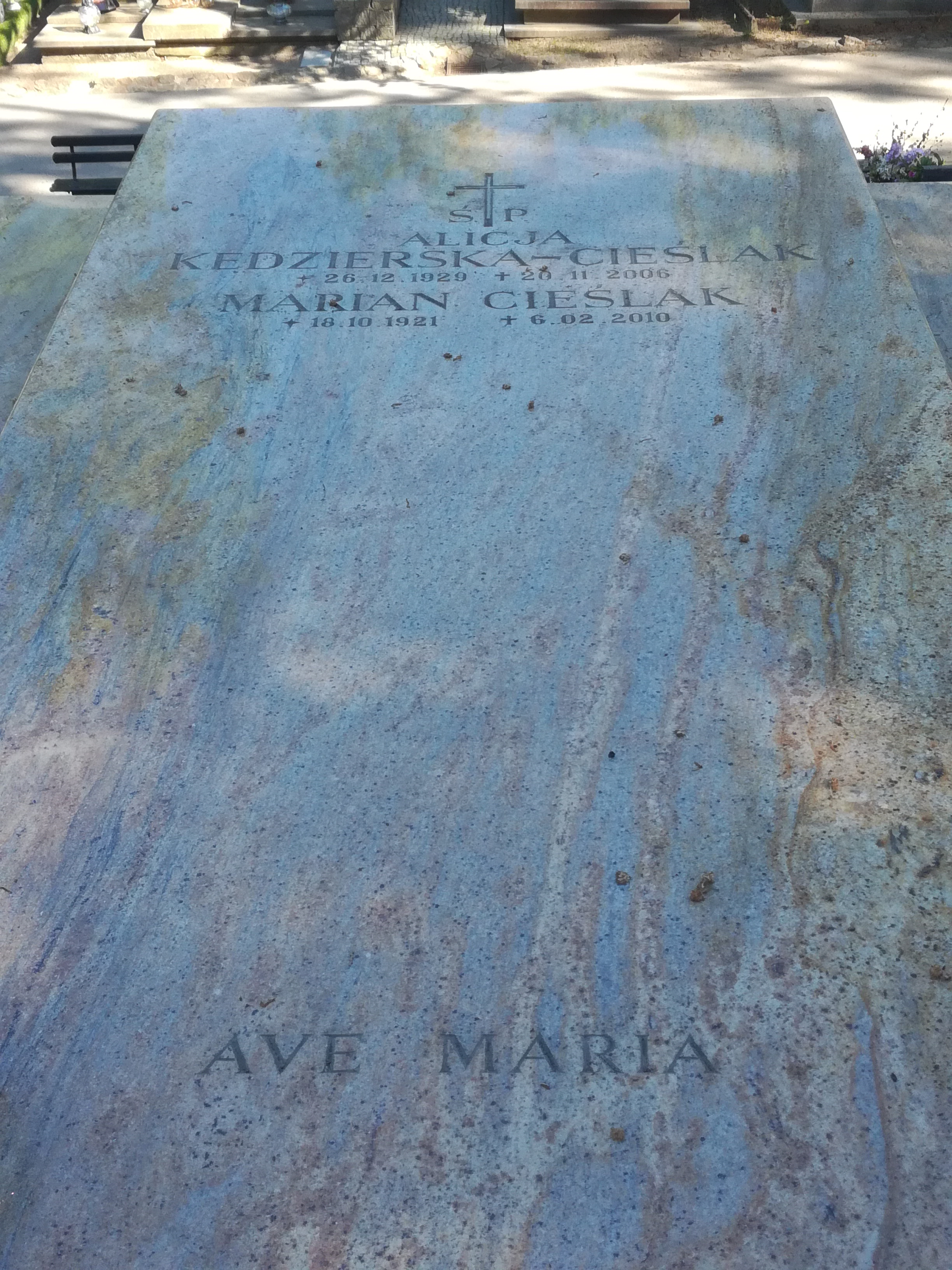
Grób Alicji Kędzierskiej-Cieślak na cmentarzu Witomińskim

Alicja Kędzierska-Cieślak (ur. 26 grudnia 1929 w Kosowie Huculskim, zm. 20 listopada 2006) – polska prawniczka, profesor Uniwersytetu Gdańskiego, autorka publikacji z zakresu prawa cywilnego.

## Życiorys
Studiowała prawo na Uniwersytecie Jagiellońskim i Wrocławskim. W latach 1957–1973 była zatrudniona w Katedrze Prawa Cywilnego na Wydziale Prawa i Administracji Uniwersytetu Jagiellońskiego. W 1965 obroniła rozprawę doktorską zatytułowaną Odpowiedzialność uspołecznionego zakładu pracy względem pracownika za szkody związane z pracą, napisaną pod kierunkiem prof. Jana Gwiazdomorskiego.
W 1965 jej mąż, prof. Marian Cieślak został dziekanem Wydziału Prawa i Administracji Uniwersytetu Jagiellońskiego. Po wydarzeniach marcowych w 1968 został zmuszony do rezygnacji z tej funkcji.
W 1973 opublikowała rozprawę Komis: zagadnienia cywilno-prawne. Po negatywnej ocenie kolokwium habilitacyjnego wraz z mężem podjęła decyzję o rezygnacji z pracy na Uniwersytecie Jagiellońskim i przeniosła się w 1973 na Wydział Prawa i Administracji Uniwersytetu Gdańskiego. W 1975 przeprowadziła kolokwium habilitacyjne w Instytucie Nauk Prawnych Polskiej Akademii Nauk i w efekcie w 1976 na Uniwersytecie Gdańskim ze stanowiska adiunkta awansowała na stanowisko docenta. W 1980 została wybrana na stanowisko prodziekana Wydziału Prawa i Administracji Uniwersytetu Gdańskiego, jednak po wprowadzeniu stanu wojennego została pozbawiona tej funkcji.
W latach 1991–1996 pracowała jako prof. nadzwyczajny Uniwersytetu Gdańskiego. W latach 1974–1981 kierowała Zakładem Prawa Cywilnego, a po jego zamianie na Katedrę – do 1996 kierowała pracami tej Katedry.
Została pochowana na cmentarzu Witomińskim (kwatera 61-75-11).
Jej synem jest Wojciech Cieślak, karnista.